# Ряни (посёлок)
Ря́ни (эст. Räni) — посёлок в волости Кастре уезда Тартумаа, Эстония.
До административной реформы местных самоуправлений Эстонии 2017 года входил в состав волости Юленурме (упразднена).

## География и описание
Расположен у восточной границы уездного центра — города Тарту, между Валгаским и Вильяндиским шоссе. Высота над уровнем моря — 61 метр.  
Климат умеренный. Официальный язык — эстонский. Почтовый индекс — 61708.

## Население
По переписи населения 2021 года, в Ряни насчитывалось 1122 жителя, из них 1042 (93,6 %) — эстонцы.
По данным переписи населения 2011 года в посёлке проживали 758 человек, из них 710 (93,7 %) — эстонцы.
Численность населения Ряни по данным переписей населения:
| Год  | 1959       | 1970         | 1979  | 1989  | 2000  | 2011  | 2021   |
| ---- | ---------- | ------------ | ----- | ----- | ----- | ----- | ------ |
| Чел. | 109 (274*) | ↗ 201 (606*) | ↗ 680 | ↘ 567 | ↘ 502 | ↗ 758 | ↗ 1122 |

* Включая деревни Мяэкюла и Рянна.

## История
К середине XVI века относятся первые сведения о мызе Цеамойза на месте нынешнего населённого пункта (1618 Zeamoisa, 1627 Zigga Moysa, Szoeha Moysa, 1630 Zian moisio) . В 1618 году она перешла во владение Дорпатского ратмана Ханса Ренни (Hans Renni). В середине XVII века её владельцем был Якоб Ренни (Jacob Renni). От фамилии Ренни произошло немецкое название мызы — Реннингсгоф (нем. Renningshof). В начале 1920-х годов, после земельной реформы, в центре мызы возникло поселение Ряни (эст. Räni asundus), в 1977 году получившее статус деревни. 
В 1923–1977 годах кроме поселения Ряни существовала также и историческая деревня Ряни (эст. Räni küla, в настоящее время деревня Ыссу (эст. Õssu)). 
В 1977 году в период кампании по укрупнению деревень, с Ряни были объединены деревни Мяэкюла (эст. Mäeküla) и Рянна (эст. Ränna). 
В 2013 году Ряни получил статус посёлка.
По мызе и поселению Ряни получил своё название район Тарту Рянилинн (эст. Ränilinn), с которым граничит посёлок Ряни. 
Развитию посёлка в последние годы способствует близость к Тарту и активное жилищное строительство.

### Памятник жертвам фашизма, погибшим у противотанкового рва Лемматси

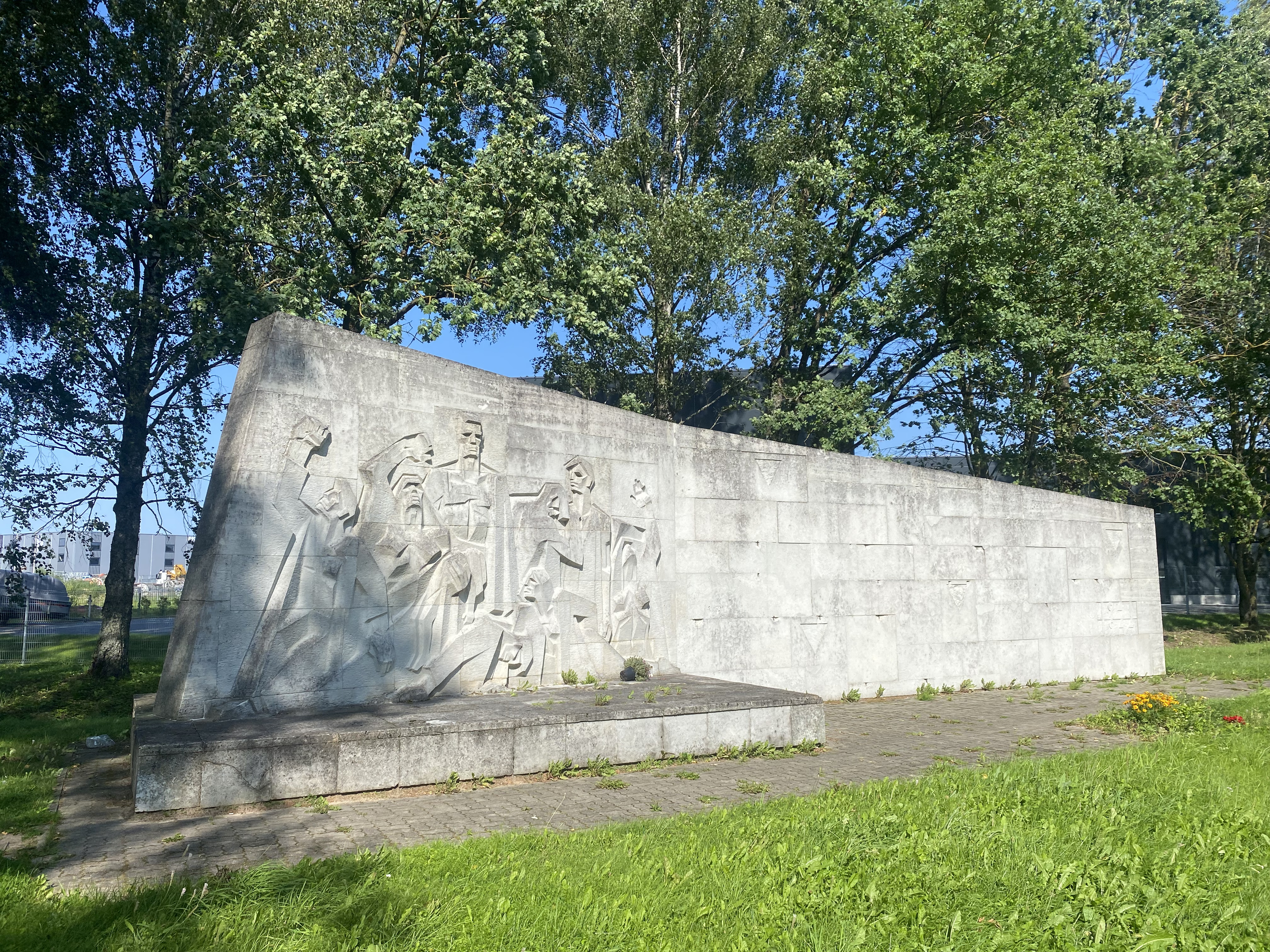
Памятник погибшим в годы фашистской оккупации у противотанкового рва Лемматси, 2024 год

В 1964 году на территории Ряни был установлен памятник узникам Тартуского концлагеря, расстрелянным фашистами в годы Второй мировой войны в противотанковом рву Лемматси на линии Ялака. На памятнике выбиты даты «1941—1944», перед ним на земле лежит небольшая плита с надписью на эстонском и русском языках «Люди, будьте бдительны! Здесь фашисты замучили 12000 человек». Авторы памятника: скульптор Эльмар Ребане, архитектор Вяйно Тамм. В рамках «Программы защиты эстонской архитектуры 20-го столетия» памятник в 2013 году был внесён в базу данных самых ценных архитектурных произведений Эстонии XX века, которые следует или охранять на государственном уровне, или взять на учёт. В протоколе рабочей группы по советским памятникам при Госканцелярии Эстонии от 30 ноября 2022 года памятник записан как «Памятник противотанковой линии Ялака» и признан т. н. «нейтральным», т. е. не подлежащем демонтажу или замене (см. Список советских военных памятников Эстонии).
Противотанковый ров Лемматси относится к противотанковой линии Ялака, которая была построена военным летом 1941 года под Тарту, перед наступлением немецко-фашистских войск, и возведением которой руководил председатель Тартуского исполкома Совета рабочих депутатов Кристьян Ялак (Kristjan Jalak).
Согласно докладу командующего СД Мартина Зандбергера, в 1941—1942 годах в Тарту были казнены 1569 обвиняемых в коммунизме и марксизме, один оппозиционер, 53 еврея (в т. ч. дети) и 6 военных преступников. По воспоминаниям одного из узников Тартуского концлагеря, в числе заключённых были новоземельные крестьяне, тартуские рабочие, художники, учителя, актёры, студенты и преподаватели Тартуского университета — в основном, все эстонцы. По эстонским данным, в противотанковом рву Лемматси были расстреляны 3536 человек. В ноябре 1943 года большинство останков было выкопано и сожжено фашистами. 
В 1944 году найденные несгоревшие останки 168 человек советскими властями были перезахоронены на тартуском кладбище Раади, а в октябре 2022 года, в период кампании по демонтажу советских памятников, эстонскими властями перезахоронены на кладбище Рахумяэ.